# Františka Orleánská (1549–1601)
Františka Orleánská (5. dubna 1549, Châteaudun – 11. června 1601, Paříž) byla druhou manželkou Ludvíka I., knížete z Condé, "prince královské krve" a vůdce Hugenotů během francouzských náboženských válek.

## Původ a rodina
Františka se narodila jako dcera Františka Orleánského, markýze z Rothelinu, a jeho manželky Jacqueline de Rohan. Jejími prarodiči byli Ludvík I. Orleánský, vévoda z Longueville, hrabě z Neuchâtel, kníže z Chatel-Aillon, a Johana Bádensko-Hachberská, hraběnka z Neuchâtel a markraběnka z Rothelinu. Prarodiči ze strany matky jí byli Karel Rohan, vikomt z Fronsacu, a Jana ze Saint-Séverin.
Františka měla staršího bratra Léonora, vévodu z Longueville, Estouteville a prince královské krve, který se v roce 1563 oženil s Marií Bourbonskou, se kterou měl několik dětí, včetně Jindřicha I., pozdějšího vévody z Longueville. Františčin bratranec František III. Orleánský, vévoda z Longueville, byl přes matku bratrem skotské královny Marie. Její teta Claude de Rohan-Gié byla milenkou francouzského krále Františka I.
Františčin otec zemřel 25. října 1548, tedy téměř půl roku před jejím narozením. Od narození byla známá jako Mademoiselle de Longueville.

## Manželství a potomci
8. listopadu 1565 se šestnáctiletá Františka na zámku ve Vendôme provdala za o devatenáct let staršího vdovce, knížete z Condé, nejmladšího bratra navarrského krále Antonína a hugenotského generála. Františka se tak stala švagrovou mocné královny Jany, vládnoucí panovnice Navarry a duchovní vůdkyně Hugenotů. Condého první manželka Eléanor de Roye zemřela v roce 1564. Františka měla s manželem tři syny. Sňatkem se stala princeznou královské krve.
Rok před jejich sňatkem porodila Condého milenka Isabelle de Limeuil, členka známé escadron volant ("létající eskadry") královny matky Kateřiny Medicejské, dítě, o němž tvrdila, že je jeho otcem Condé. Condé veškerá obvinění neochvějně popřel.

## Vdovství

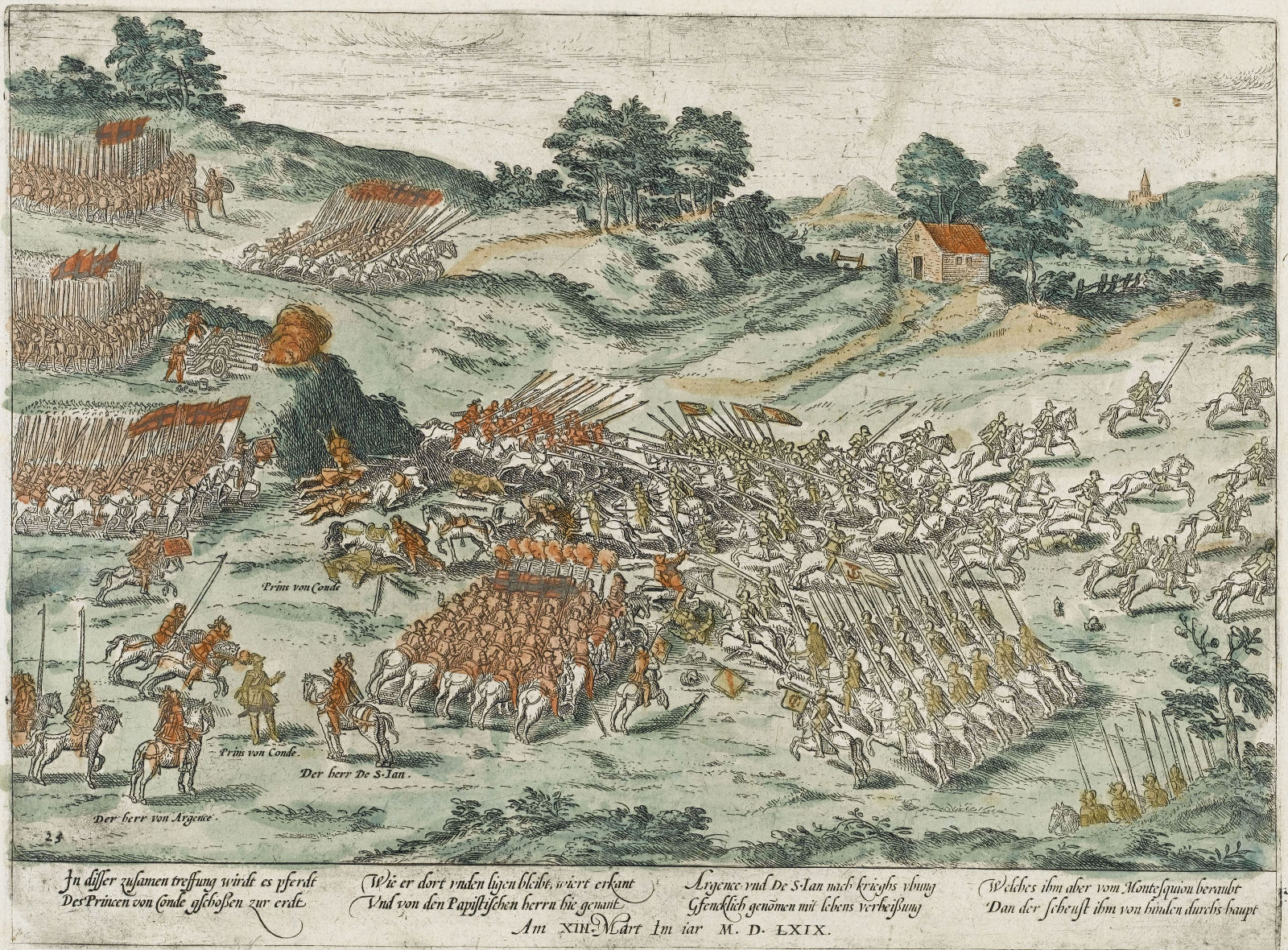
Bitva u Jarnacu, v níž byl zabit Františčin manžel a Hugenoti byli poraženi katolickými silami

13. března 1569 byl její manžel během třetí náboženské války zabit v bitvě u Jarnacu, v níž byla hugenotská armáda poražena katolickými silami, vedenými maršálem Gaspardem de Saulx, a vévodou z Anjou, který později vládl jako král Jindřich III. Anglická královna Alžběta I., sama protestantka, slíbila půjčit hugenotské frakci peníze, Františka však byla nucena přislíbit jako záruku své šperky.
Františka ovdověla krátce před svými 20. narozeninami a rozhodla se již znovu neprovdat. Po Bartolomějské noci 23. srpna 1572 se svými syny rychle konvertovala ke katolictví, aby se vyhnula pronásledování a možné vraždě.
Františka zemřela v Paříži 11. června 1601 ve věku 52 let a byla pohřbena v Gaillonu.

## Potomci
Za čtyři roky manželství s knížetem z Condé porodila tři syny:
- Karel (3. listopadu 1566 – 1. listopadu 1612), hrabě ze Soissons, ⚭ 1601 Anne de Montafié (1577–1644)
- Ludvík (1567–1568)
- Benjamin (1569–1573)

## Vývod z předků
|                     |                                             |  |              |                                         |  |  |  |  |  |  |  | Jan Orleánský, hrabě z Dunois |
|                     |                                             |  |              |                                         |  |  |  |  |  |  |  |                               |
|                     | František Orleánský, hrabě z Dunois         |  |              |                                         |  |  |  |  |  |  |  |                               |
|                     |                                             |  |              |                                         |  |  |  |  |  |  |  |                               |
|                     |                                             |  |              | Marie z Harcourt, vévodkyně z Parthenay |  |  |  |  |  |  |  |                               |
|                     |                                             |  |              |                                         |  |  |  |  |  |  |  |                               |
|                     | Ludvík I. Orleánský, vévoda z Longueville   |  |              |                                         |  |  |  |  |  |  |  |                               |
|                     |                                             |  |              |                                         |  |  |  |  |  |  |  |                               |
|                     |                                             |  |              | Ludvík Savojský                         |  |  |  |  |  |  |  |                               |
|                     |                                             |  |              |                                         |  |  |  |  |  |  |  |                               |
|                     | Anežka Savojská                             |  |              |                                         |  |  |  |  |  |  |  |                               |
|                     |                                             |  |              |                                         |  |  |  |  |  |  |  |                               |
|                     |                                             |  |              | Anna Kyperská                           |  |  |  |  |  |  |  |                               |
|                     |                                             |  |              |                                         |  |  |  |  |  |  |  |                               |
|                     | František Orleánský, markýz z Ratholinu     |  |              |                                         |  |  |  |  |  |  |  |                               |
|                     |                                             |  |              |                                         |  |  |  |  |  |  |  |                               |
|                     |                                             |  |              | Rudolf IV. Hachbersko-Sausenberský      |  |  |  |  |  |  |  |                               |
|                     |                                             |  |              |                                         |  |  |  |  |  |  |  |                               |
|                     | Filip Hachbersko-Sausenberský               |  |              |                                         |  |  |  |  |  |  |  |                               |
|                     |                                             |  |              |                                         |  |  |  |  |  |  |  |                               |
|                     |                                             |  |              | Markéta z Vienne                        |  |  |  |  |  |  |  |                               |
|                     |                                             |  |              |                                         |  |  |  |  |  |  |  |                               |
|                     | Johana Bádensko-Hochberská                  |  |              |                                         |  |  |  |  |  |  |  |                               |
|                     |                                             |  |              |                                         |  |  |  |  |  |  |  |                               |
|                     |                                             |  |              | Amadeus IX. Savojský                    |  |  |  |  |  |  |  |                               |
|                     |                                             |  |              |                                         |  |  |  |  |  |  |  |                               |
|                     | Marie Savojská                              |  |              |                                         |  |  |  |  |  |  |  |                               |
|                     |                                             |  |              |                                         |  |  |  |  |  |  |  |                               |
|                     |                                             |  |              | Violanta Francouzská                    |  |  |  |  |  |  |  |                               |
|                     |                                             |  |              |                                         |  |  |  |  |  |  |  |                               |
| Františka Orleánská |                                             |  |              |                                         |  |  |  |  |  |  |  |                               |
|                     |                                             |  |              |                                         |  |  |  |  |  |  |  |                               |
|                     |                                             |  | Ludvík Rohan |                                         |  |  |  |  |  |  |  |                               |
|                     |                                             |  |              |                                         |  |  |  |  |  |  |  |                               |
|                     | Petr Rohan, vikomt z Fronsacu               |  |              |                                         |  |  |  |  |  |  |  |                               |
|                     |                                             |  |              |                                         |  |  |  |  |  |  |  |                               |
|                     |                                             |  |              | Marie de Montauban                      |  |  |  |  |  |  |  |                               |
|                     |                                             |  |              |                                         |  |  |  |  |  |  |  |                               |
|                     | Karel Rohan, vikomt z Fronsacu              |  |              |                                         |  |  |  |  |  |  |  |                               |
|                     |                                             |  |              |                                         |  |  |  |  |  |  |  |                               |
|                     |                                             |  |              | Vilém de Penhoët                        |  |  |  |  |  |  |  |                               |
|                     |                                             |  |              |                                         |  |  |  |  |  |  |  |                               |
|                     | Františka de Penhoet                        |  |              |                                         |  |  |  |  |  |  |  |                               |
|                     |                                             |  |              |                                         |  |  |  |  |  |  |  |                               |
|                     |                                             |  |              | Františka de Maillé                     |  |  |  |  |  |  |  |                               |
|                     |                                             |  |              |                                         |  |  |  |  |  |  |  |                               |
|                     | Jacqueline de Rohan                         |  |              |                                         |  |  |  |  |  |  |  |                               |
|                     |                                             |  |              |                                         |  |  |  |  |  |  |  |                               |
|                     |                                             |  |              | Girolamo de Saint-Séverin               |  |  |  |  |  |  |  |                               |
|                     |                                             |  |              |                                         |  |  |  |  |  |  |  |                               |
|                     | Bernard ze Saint-Séverin, kníže z Besignana |  |              |                                         |  |  |  |  |  |  |  |                               |
|                     |                                             |  |              |                                         |  |  |  |  |  |  |  |                               |
|                     |                                             |  |              | Mondella Caetani                        |  |  |  |  |  |  |  |                               |
|                     |                                             |  |              |                                         |  |  |  |  |  |  |  |                               |
|                     | Jana ze Saint-Séverin                       |  |              |                                         |  |  |  |  |  |  |  |                               |
|                     |                                             |  |              |                                         |  |  |  |  |  |  |  |                               |
|                     |                                             |  |              | Antonio Todeschini Piccolomini          |  |  |  |  |  |  |  |                               |
|                     |                                             |  |              |                                         |  |  |  |  |  |  |  |                               |
|                     | Jana Eleonora Piccolomini                   |  |              |                                         |  |  |  |  |  |  |  |                               |
|                     |                                             |  |              |                                         |  |  |  |  |  |  |  |                               |
|                     |                                             |  |              | Marie Marzano Aragonská                 |  |  |  |  |  |  |  |                               |
|                     |                                             |  |              |                                         |  |  |  |  |  |  |  |                               |